# Bungku
Bungku is een bestuurslaag in het regentschap Batang Hari van de provincie Jambi, Indonesië. Bungku telt 9870 inwoners (volkstelling 2010).